# Adalen 31
Adalen 31 ist ein schwedisches Filmdrama von Bo Widerberg aus dem Jahr 1969. Er behandelt die Schüsse von Ådalen im Jahr 1931.

## Handlung
Schweden 1931: Um die streikenden Hafenarbeiter in Marma zu unterstützen, begeben sich auch die Arbeiter in Adalen in den Streik. Bereits 93 Tage hat Harald, Vater dreier Söhne, die Arbeit niedergelegt. Sein Sohn Kjell verbringt die Zeit mit Musik, spielt er doch wie sein Freund Nisse mit anderen Jugendlichen Jazz sowie „seriös“ im kleinen Dorforchester. Beide Jungen beginnen, sich für Frauen zu interessieren. Während Nisse die Erläuterungen Kjells zu erogenen Zonen nur über Umwege an Frauen testen kann, verliebt sich Kjell in Anna, die Tochter des Industriellen Olof, die nach einiger Zeit nach Adalen zurückgekehrt ist. Der Familie Björklund ist er ein gerngesehener Gast, und Annas Mutter, die nichts von der Liebe ihrer Tochter weiß, unterweist Kjell gerne in französischer Malerei.
Die Industriellen der Gegend werden langsam unruhig, da Ladung zu verschiffen ist. Sie können sich nicht vorstellen, dass eine geringe Lohnkürzung zum Streik in Marma und den Folgestreiks geführt hat. Gleichzeitig wollen sie nicht mehr zahlen, da ungelernte Arbeiter sonst fast gelernten gleichgestellt würden. Um die Arbeit nicht gänzlich zum Erliegen zu bringen, holen die Industriellen Streikbrecher ins nahe gelegene Lunde. Dies sorgt in Adalen für Aufruhr, da die Arbeiter befürchten, durch die Streikbrecher ersetzt zu werden. Es kommt zu Unruhen, bei denen Streikbrecher angegriffen und verletzt werden. Harald gilt bald als Verräter, da er einen verletzten Streikbrecher medizinisch versorgt. Seinen Appell, mit den Obrigkeiten zu reden und den Streik friedlich fortzusetzen, ignorieren die empörten Einwohner von Adalen. Bald wird das Militär nach Lunde geholt, um die Streikbrecher zu schützen.
Kjell und Anna schlafen miteinander. Bald ahnt Anna, dass sie schwanger ist. Sie vertraut sich ihrer Mutter an, die mit ihr nach Stockholm fährt, um das Kind abtreiben zu lassen. Vater Olof weiß nichts davon. In Adalen kommt es derweil zum Höhepunkt der Unruhen. Die Arbeiter ziehen geschlossen nach Lunde, wo sie das postierte Militär überlaufen wollen. Das Militär schießt auf die Demonstranten – unter den Toten befinden sich auch Harald und Nisse.
Die Beziehung zu Anna ist für Kjell hoffnungslos: Von einem erschütterten Olof erfährt Kjell von Annas Abtreibung. Kjells Mutter Karin verfällt angesichts des Verlust ihres Mannes in Lethargie, weiß sie doch nicht, was sie nun machen soll. Erst Kjell bringt sie dazu, wieder aktiv am Leben teilzunehmen und ihrer Arbeit nachzugehen, um die Familie zu versorgen. Auch er will sich nun Arbeit suchen. Während in Kjells Familie langsam Normalität einkehrt, beginnt auch der Arbeitsalltag wieder, selbst wenn die Schüsse von Adalen die schwedische Gesellschaft nachhaltig verändert haben.

## Produktion
Adalen 31 wurde vor allem in Hallstanäs und Bollstabruk gedreht. Es war der sechste Kinofilm von Regisseur Bo Widerberg. Als Koregisseur fungierte Roy Andersson.
Der Film kam am 1. Mai 1969 in die schwedischen Kinos und lief wenige Tage später auch im Rahmen der Internationalen Filmfestspiele von Cannes. Der Film wurde 1970 auf der Viennale in Österreich aufgeführt. Am 17. Oktober 1984 zeigte das Fernsehen der DDR Adalen 31 auf DFF 1.

## Kritik
„Die im Privaten verankerte Schilderung der politischen Geschehnisse gelangt durch die nuancenreiche Inszenierung zu einer engagierten, aber nicht einseitigen Rekonstruktion“, befand der film-dienst. Vincent Canby von der New York Times konstatierte, dass Widerberg ein „begeisterter, aber leicht schizoider Regisseur“ sei, der im Film zwischen „polterndem politischen Aktivismus und einer kaum kontrollierten Leidenschaft für visuelle Bilder, so üppig, dass sie auf betäubende Weise berauschend seien“, hin- und hergerissen sei. Für den Spiegel war Adalen 31 ein „engagierter Film über die blutige Niederschlagung eines Streiks der schwedischen Hafenarbeiter“.

## Auszeichnungen
Auf den Internationalen Filmfestspielen von Cannes 1969 gewann Adalen 31 den Großen Preis der Jury. Er lief zudem im Wettbewerb um die Goldene Palme. Ebenfalls 1969 gewann der Film einen Guldbagge in den Kategorien Beste Regie und Bester Hauptdarsteller (Roland Hedlund).
Im Jahr 1970 erhielt der Film eine Oscar-Nominierung als Bester fremdsprachiger Film und wurde zudem für einen Golden Globe Award als Bester fremdsprachiger Film nominiert. Die belgische Unie van de filmkritiek zeichnete den Film mit dem Grand Prix aus. Beim British Academy Film Award wurde Adalen 31 1970 für den United Nations Award nominiert. Ebenfalls 1970 gewann er einen Bodil als Bester europäischer Film.